# Olympische Sommerspiele 1984/Tennis
Bei den Olympischen Spielen 1984 in Los Angeles wurden vom 6. bis 11. August 1984 jeweils ein Einzel der Damen und Herren im Tennis als Demonstrationswettbewerb ausgetragen. Die Spiele fanden auf dem Gelände des Los Angeles Tennis Centers auf dem Gelände der University of California auf Hartplatz statt.
Zum Turnier zugelassen waren nur Spieler unter 21. Ein Spiel um die Bronzemedaille wurde nicht absolviert.

## Herren

### Einzel
| Platz | Land               | Spieler          |
| ----- | ------------------ | ---------------- |
| 1     | Schweden           | Stefan Edberg    |
| 2     | Mexiko             | Francisco Maciel |
| 3     | Vereinigte Staaten | Jimmy Arias      |
| 3     | Italien            | Paolo Canè       |
| 5     | Frankreich         | Guy Forget       |
| 5     | Schweiz            | Jakob Hlasek     |
| 5     | Australien         | Simon Youl       |
| 5     | BR Deutschland     | Michael Westphal |

Bei den Herren siegte der 18-jährige Schwede Stefan Edberg, der im Vorjahr als bis heute einziger männlicher Tennisprofi als Junior den Grand Slam schaffte. Außerdem war er amtierender Junior-Weltmeister angereist. Im Turnierverlauf besiegte er an Nummer 3 gesetzt im Halbfinale den Topgesetzten Jimmy Arias und im Finale schließlich den Mexikaner Francisco Maciel. Er gab im ganzen Turnier keinen Satz ab.

## Damen

### Einzel
| Platz | Land           | Spielerin         |
| ----- | -------------- | ----------------- |
| 1     | BR Deutschland | Steffi Graf       |
| 2     | Jugoslawien    | Sabrina Goleš     |
| 3     | Italien        | Raffaella Reggi   |
| 3     | Frankreich     | Catherine Tanvier |

Bei den Damen triumphierte die Deutsche Steffi Graf, die vier Jahre später bei der ersten offiziellen Ausgabe der Spiele den bislang einzigartigen Golden Slam gewann. 1984 war sie als 15-Jährige an Position 8 gesetzt und gab im Turnierverlauf zweimal einen Satz ab.